# Vii
Vii (titulada en anglèss, Spirit of Evil rus: Вий) és una pel·lícula de de terror soviètica de 1967 dirigida per Konstantin Ierxov i Gueorgui Kropatxov. Basada en la història homònima de Nikolai Gógol, el guió de la pel·lícula va ser escrit per Ierxov, Kropatxiov i Aleksandr Ptuixkó. La pel·lícula va ser distribuïda per Mosfilm, i va ser la primera pel·lícula de terror de l'època soviètica oficialment rodada i estrenada a la URSS.

## Argument
Quan l'alumnat del seminari de Kíev és enviat a casa per vacances, tres d'ells es perden en el camí enmig de la nit. En apreciar una granja en la distància, s'hi dirigeixen, preguntant a l'anciana que apareix a la porta si poden passar-hi la nit. Està d'acord, amb la condició que cadascun dormi en àrees separades de la granja. Quan un d'ells, Khoma Brutus, s'acomoda a l'estable per a dormir, la dona vella se li acosta i intenta seduir-lo, al que ell es nega. Llavors l'encissa fent que s'estiri de cara per poder pujar-ne a la seva esquena. Després surten al camp corrent com si ell fos el seu cavall. Khoma de sobte descobreix que estan volant i s'adona que és una bruixa. Exigeix que li baixi i, quan aterren, agafa l'escombra de la vella i la colpeja furiós. Ella plora dient que s'està morint i en mirar-la, veu que s'ha convertit en una bella jove. Horroritzat, surt corrent de retorn al seminari. Al matí, el rector el reclama. Li diu a Khoma que un ric cosac té una filla agonitzant i necessita oracions per la seva ànima, i que ella específicament ha demanat Khoma pel seu nom. Ell es nega a anar, però el rector l'amenaça amb una pallissa pública, per la qual cosa cedeix i marxa en el carro dels servents que esperen, descobrint que es dirigeixen a la granja on va conèixer a la bruixa. La noia mor just abans de la seva arribada i per al seu horror, s'adona que és la bruixa, i que ell és la causa de la seva mort (però no li ho diu a ningú). El pare de la noia li promet una gran recompensa si roman en vela i orant per la seva ànima les pròximes tres nits. Si no ho fa, insinua un greu càstig. Després dels ritus funeraris i el trasllat del cos a la capella, Khoma s'adona que tots sospiten que la jove era una bruixa. En fosquejar, és acompanyat a la capella i tancat per passar-hi la nit.
Quan Khoma entra, diversos gats corren pel terra als seus peus. Encén totes les espelmes de la capella per la seva comoditat, i després comença a recitar les oracions per l'ànima de la noia. Fa una pausa per aspirar tabac, però el rapè el fa esternudar, la noia obre els ulls i baixa del taüt, buscant-lo a cegues (aparentment, pot sentir però no veure). De pressa, el seminarista dibuixa un cercle de guix al seu voltant i aquest actua com una barrera invisible amb la qual xoca la dona— la nit passa mentre Khoma prega ferventment i la noia tracta d'arribar a ell. Quan el gall canta a l'alba, la jove torna al taüt i totes les espelmes s'apaguen.
Els homes de la propietat de l'home ric escorten a Khoma fins a la capella, obren, l'envolten i li pregunten què ha passat de nit, al que ell respon, "No gaire. Només alguns sorolls."
Khoma es passa el dia bevent per enfortir-se per la segona nit. Aquesta vegada entren un esbart d'ocells volen fora del taüt, sorprenent-lo i fent-lo córrer cap a la porta, que és tancada per un dels servents de l'home ric. Khoma torna al faristol d'oració portàtil i s'emporta un esglai quan un ocell vola fora del seu llibre d'oracions en obrir-lo. Dibuixa el cercle sagrat una altra vegada i comença les oracions. El taüt s'eleva a l'aire i colpeja contra la protecció invisible del cercle sagrat, provocant que Khoma, presa del pànic, clami a Déu que el protegeixi. La tapa del taüt salta, i la noia se senta i una altra vegada comença a buscar-lo a cegues, però una vegada més, no el pot veure. El taüt continua volant al voltant de l'habitació amb la noia dempeus cridant Khoma pel seu nom. Quan el gall canta, el taüt torna al seu lloc i la noia es fica al llit, però la seva veu se sent llançant una maledicció a Khoma, i el seu cabell es torna gris. Els homes del ric cosac l'han d'ajudar a aixecar-se de terra i sortir de la capella, col·locant un barret al seu cap. Ja a l'era de la granja, Khoma reclama música i comença a ballar frenètic mentre un jove noi toca la flauta. Es treu el barret, i tots els criats poden veure el seu cabell gris. Demana parlar amb el seu senyor, dient que no vol resar més en la capella.
Khoma és portat al costat de l'home ric, al qual intenta explicar què ha passat en la capella i suplicant que el deixi marxar, però l'amfitrió li amenaça amb mil fuetades si es nega— i mil peces d'or si té èxit. Malgrat això, Khoma intenta fugir aprofitant el descans dels servents, però presa un camí equivocat i es topa amb els homes de l'home ric, que li retornen a la granja.
Torna a la capella per tercera nit, totalment borratxo, però encara recorda dibuixar el cercle sagrat abans de començar les oracions. La noia se senta al taüt i comença a maleir-lo, causant-li visions d'esquelets errants i mans fantasmals. Invoca a diverses figures horribles per turmentar-lo, però tampoc poden traspassar el cercle. Ella finalment crida al Vii, un nom que fa que tots els dimonis tremolin de por. Un gran monstre emergeix, i ordena que li llevin les seves enormes parpelles de davant dels ulls. Khoma s'adona que no pot mirar aquest dimoni o està perdut, però finalment no pot evitar fer-ho. El Vii és capaç de veure a Khoma, i l'assenyala, permetent que tots els dimonis s'abalancin sobre ell i el colpegin però quan el gall canta una vegada més, tots els dimonis fugen, deixant Khoma estès immòbil al sòl. La noia es torna a convertir en una dona vella i es fica al llit al taüt, que instantàniament s'enfonsa. El rector entra a la capella i en veure aquesta escena, surt corrent per a avisar als altres.
L'última escena mostra als dos amics de Khoma al seminari, pintant algunes parets. Un ofereix beure en memòria del desafortunat Khoma, mentre l'altre dubte que Khoma estigui realment mort.

## Repartiment
- Leonid Kuravlíov com Khoma Brutus, el filòsof
- Natalia Varlei com la jove Pannotxka (amb la veu de Klara Rumianova)[3]
- Aleksei Glazirin com el ric terratinent cosac
- Vadim Zakhartxenko com Txalava, el teòleg
- Nikolai Kutuzov com la vella bruixa
- Piotr Veskliarov com Rector/Dorosz
- Dmitri Kapka com Owierko
- Vladimir Salnikov com Tiberi Gorobets, el retòric
- Stepan Xkurat com Jawtuch
- Gueorgui Sotxevko com Stepan
- Nikolai Iakovtxenko com Espweit

## Producció
Les escenes amb la bruixota a la capella i l'aparició final de l'esvalot infernal i el Vii, destaquen pels seus efectes especials pràctics. Els directors van poder evitar les restriccions al tema, menyspreat pel realisme soviètic, utilitzant el que es considerava un "conte popular".

## Recepció
Janneke Parrish de The Focus Pull Journal va fer a la pel·lícula un índex de 6.0/10, criticant alguns dels efectes especials com "ridículament dolents" i escrivint que la major feblesa de "la pel·lícula radica en com malgasta la seva tensió acuradament construïda." Conclou: "és una mirada interessant al cinema soviètic i com es pot fer una pel·lícula en un entorn de censura i control. Vii, al final, és més interessant com a relíquia que com a pel·lícula en si mateixa, encara que té els seus moments, i certament té estil."
Richard Gilliam d' AllMovie va fer a la pel·lícula quatre de cinc estrelles, elogiant el disseny de producció, el ritme, i l'actuació de Kuravliov. Al seu llibre 1001 Movies You Must See Before You Die, Steven Jay Schneider es refereix a la pel·lícula com "una pel·lícula acolorida, entretinguda, i genuïnament aterridora de dimonis i bruixeria que compta amb un notable treball d'efectes especials del mestre de la fantasia cinematogràfica a Rússia, Aleksandr Ptuixkó." Anne Billson va escriure a Sight & Sound que "Gràcies als efectes que transcendeixen les limitacions del seu temps, les estranyes ocurrències de 'Vii' encara poden generar una esgarrifança" i que "aquesta presentació exquisida és una joia per a l'aficionat al folklore de terror i els contes de fades foscos." Martin Unsworth de Starburst va fer a la pel·lícula una qualificació de cinc estrelles, declarant que el que "fa a Vii tan especial no és tant la direcció de Konstantin Ierxov i Gueorgui Kropatxiov sinó els efectes creats per Aleksandr Ptuixkó juntament amb la fotografia de Viktor Pixtxalnikov i Fíodor Provorov. Hi ha moments aterridors al principi que destaquen, especialment l'escena transgressora que implica la vella bruixa (interpretada per l'actor Nikolai Kutuzov), que és material de malsons. No obstant això, la pel·lícula obté el seu estatus clàssic gràcies a un bombardeig d'efectes de càmera, angles de càmera desenfadats, i una creixent sensació de paüra que explota amb un assalt de personatges estranys i de malson."

## Format domèstic
La pel·lícula va ser llançada en DVD el 21 d'agost de 2001 per Image Entertainment. Hanzibar Films la va rellançar en DVD el 28 de març de 2005. Severin Films va llançar la pel·lícula en Blu-ray en 2019.

## Remake
Una versió moderna protagonitzada per Jason Flemyng es va estrenar el 2014.